# Villa Valdina
Villa Valdina è una residenza civile di Santa Flavia.
La villa è una la residenza di villeggiatura, costruita tra il XVII secolo ed il XVIII secolo dalla famiglia Papè, Principi di Valdina e protonotari del Regno delle Due Sicilie. Si trova al centro della piana di Solanto, circondata da un grande fondo agricolo che ne lambisce gli estremi, il Castello dal lato mare, e l'antica via consolare De Spucches a monte.
Intorno all'originaria torre quattrocentesca fu edificata una grande villa barocca con due corti, una ovale di servizio ed una quadrata privata. Intorno alla casa furono piantati i giardini, riccamente decorati da vasi in calcarenite e fontane. Uno dei giardini cinto da mura, racchiude la deliziosa Cappella rocaille della villa, con il prospetto ricoperto da conchiglie incastonate. Pietro Novelli detto Il Monrealese, allievo palermitano di Antoon van Dyck, fu ospite del Principe di Valdina per qualche mese nel 1631.
Per sdebitarsi dell'ospitalità (era fuggito da Palermo), decoró l'interno del muro di cinta del giardino della cappella, con le stazioni della Via Crucis, e l'interno della Cappella con affreschi sulla Natività. Gli affreschi sul muro sono stati quasi cancellati dal tempo, mentre quelli della cappella sono stati trasportati su tela negli anni Settanta.
Una lapide ricorda che il re Ferdinando III di Borbone fu ospite di questa villa in due diversi momenti, il 7 maggio 1779 e una seconda volta il 6 maggio 1780, per venationis causa (caccia). 
La villa è proprietà privata.